# ビギンの一五一会 58ドライブ
『ビギンの一五一会 58ドライブ』（ビギンのいちごいちえ ごっぱちドライブ）は、BEGINのカバー・アルバム。2003年8月21日発売。発売元はインペリアル・レコード。2006年6月21日にはカセットテープでも発売。

## 解説
BEGINのメンバーが開発した楽器 "一五一会" をフィーチャーしたアルバムで、3ヶ月連続リリースの第2弾。本作品では唱歌や邦楽のヒット・ナンバーを、一五一会の演奏でカヴァー。タイトルの「58」とは、鹿児島県本土から奄美大島を経由して沖縄県へつながる国道58号。
歌詞やタイトルに、"海" に関連した単語が多く登場する。「チャコの海岸物語」は、元々サザンオールスターズのヴァージョンにもある楽曲中の台詞が、一部方言になっている。1966年発売楽曲が全8曲中、3曲収録。「星影のワルツ」は発売から2年後の1968年に年間売上第1位に輝いた大ヒット曲。この1968年はBEGINのメンバー3名が生誕した年でもある。歌詞カードには、比嘉栄昇のコメント、村野弘正によるアルバム解説・各楽曲のライナーノーツ、ほかアルバムに収録されていない楽曲の「一五一会譜集」も掲載されている。

## 収録曲
全編曲：BEGIN
1. 海
  - 作詞：林柳波　作曲：井上武士
2. お嫁においで
  - 作詞：岩谷時子　作曲：弾厚作
3. 想い出の渚
  - 作詞：鳥塚繁樹　作曲：加瀬邦彦
4. 星影のワルツ
  - 作詞：白鳥園枝　作曲：遠藤実
5. およげ!たいやきくん
  - 作詞：高田ひろお　作曲：佐瀬寿一
6. チャコの海岸物語
  - 作詞・作曲：桑田佳祐
7. 椰子の実
  - 作詞：島崎藤村　作曲：大中寅二
8. 憧れのハワイ航路
  - 作詞：石本美由起　作曲：江口夜詩

## 原曲
- 海 - 日本の歌百選にも選ばれている、文部省唱歌。
- お嫁においで - 加山雄三の1966年の楽曲。湘南サウンドが流行った時代のヒット・ソング。
- 想い出の渚 - ザ・ワイルドワンズの1966年の楽曲。デビュー・シングルで、GSを代表するナンバーのひとつ。
- 星影のワルツ - 千昌夫の1966年の楽曲。元々はB面。本楽曲で第19回紅白に初出演した。
- およげ!たいやきくん - 子門真人の1975年の楽曲。『ひらけ!ポンキッキ』から生まれた国内最大のヒット・シングル。
- チャコの海岸物語 - サザンオールスターズの1982年の楽曲。本楽曲で第33回紅白に出演した。
- 椰子の実 - 東海林太郎などが歌った1936年の楽曲。島崎藤村が詠んだ詩歌にメロディをつけたもの。
- 憧れのハワイ航路 - 岡晴夫の1948年の楽曲。ハワイアン調の、終戦間もない頃の流行歌。

## コード掲載楽曲
- いつでも夢を - 橋幸夫・吉永小百合の1962年の楽曲。同年の第4回日本レコード大賞受賞曲。
- 風 - はしだのりひことシューベルツの1969年の楽曲。
- 心の旅 - チューリップの1973年の楽曲。
- 恋するカレン - 大瀧詠一の1981年の楽曲。収録アルバム『A LONG VACATION』は1981年の年間売上第2位[1]。
- 童神 - 古謝美佐子の2001年の楽曲。のちに夏川りみがカヴァー。

など、ほか数曲。